# Petit Train du Parc Thermal
Le Petit Train du Parc Thermal est un train miniature à passagers de France située en Haute-Savoie, dans le parc thermal de Saint-Gervais-les-Bains, entre le hameau du Fayet et les thermes. L'écartement de la voie est de 184 millimètres (sept pouces 1/4).

## Tracé
Le chemin de fer forme une boucle dans le parc thermal, le long du Bon Nant.

## Exploitation
Le chemin de fer est géré par une association, l'Amicale du Petit Train du Parc Thermal.
Le tarif est libre, sous forme de don à l'association.